# Risoba philippinensis
Risoba philippinensis är en fjärilsart som beskrevs av Louis Beethoven Prout 1921. Risoba philippinensis ingår i släktet Risoba och familjen trågspinnare. Inga underarter finns listade.